# 山田川ダム
山田川ダム（やまだがわダム）は、広島県世羅郡世羅町、一級河川・芦田川水系山田川に建設されたダムである。
広島県が管理する都道府県営ダムで、山田川総合開発事業の中心事業として国庫の補助を受けて建設された補助多目的ダム。山田川流域の治水と世羅町への上水道供給を目的にしており、比較的限定された地域に対して治水・利水を行う「小規模生活貯水池事業」の一環として建設された高さ32.10メートルの重力式コンクリートダムである。ダムによって形成された人造湖は、地元住民の意見によって地名より播磨湖（はりまこ）と命名された。
施工は戸田建設が担当し、ゼロエミッションの達成と国土交通大臣賞を受賞している。

## 概略
山田川ダムは広島県で初めての生活貯水池のために建設されたダムで、山田川総合開発計画の一環であった。また当ダムの規模は大きくないが、芦田川水系では最も竣工したのが最新のダムである。なお芦田川水系のダムとしては他に三川ダム、八田原ダム、四川ダム、京丸ダムあるが、当ダムが最も上流にあるダムである。
なお、当ダム湖は「播磨湖」と呼称するが、竣工直前には「すずらん湖」になる予定であった。この「すずらん」はダムのある世羅町の町花にちなんだものであったが、地元住民から地名（小字）の「播磨」にするようにとの意見が強く出された為、現在の播磨湖に変更された。

## 関連事項
- ダム
- 日本のダム
- 重力式コンクリートダム
- 多目的ダム
- 都道府県営ダム
- 芦田川
- 世羅町